# Kooigem
Kooigem, parfois Coyghem en français, est une section de la ville belge de Courtrai située en Région flamande dans la province de Flandre-Occidentale. C'était une commune à part entière avant la fusion des communes de 1977.

## Géographie
Kooigem est limitrophe des localités suivantes : Bellegem, Saint-Genois, Espierres et Dottignies
Ce village rural, à la limite de la Wallonie, se trouve sur l'axe Courtrai-Tournai. De toutes les sections de commune courtraisiennes, c'est la plus éloignée du centre-ville (10 km au sud de celui-ci), à environ 2 km de l'Escaut.

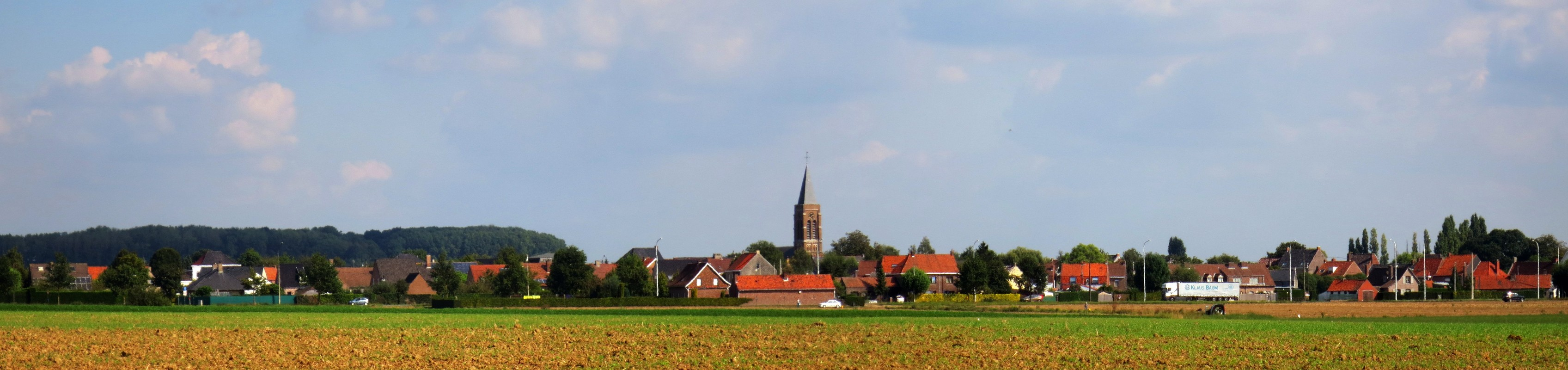
Kooigem

## Démographie

### Évolution démographique
- Sources : INS, Rem. : 1831 jusqu'en 1970 = recensements, 1976 = nombre d'habitants au 31 décembre[4].

## Toponymie
Coengien (1138), Coienghien (1217)

## Événement
Le 4 juillet 1989, un MIG soviétique en perdition, sans pilote depuis la Pologne et ayant épuisé tout son carburant, s'écrase sur une maison du village, tuant une personne (accident aérien de Courtrai).